# منفلوط
منفلوط هي مدينة في مصر، وقاعدة مركز منفلوط تقع على الضفة الغربية لنهر النيل، في محافظة أسيوط. تقع المدينة على بعد 350 كم (230 ميلاً) جنوب القاهرة. في عام 2006، بلغ عدد سكانها 82,585 نسمة، وهي معروفة بزراعة الرمان.

## الجغرافيا
منفلوط تطل على الترعة الإبراهيمية الكبيرة والجو هناك معتدل معظم أيام السنة، وما يميٌز منفلوط عن معظم المراكز هو جودة المياه فيها، وعلى بعد 2 كيلو من منفلوط يقع مسجد الحمد الذي بُني بالجهود الذاتية.

## التقسيم الإداري

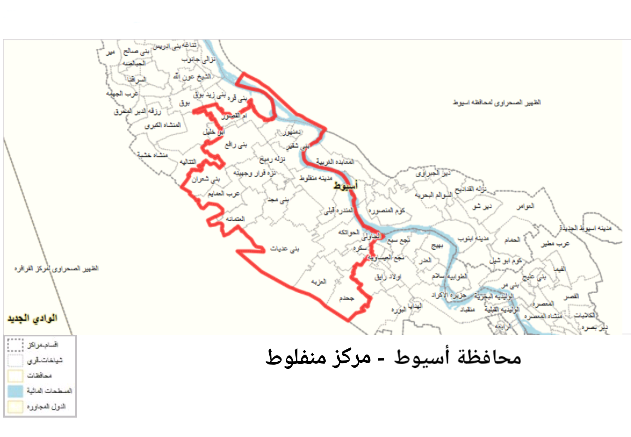

يضم مركز ومدينة منفلوط إلى 7 وحدات محلية ومدينة منفلوط،الوحدات المحلية هي:
- أم القصور
- بني شقير
- بني رافع
- نزة قرار
- الحواتكة
- بني عديات
- مدينة منفلوط
- العتامنة

### القرى
- قرية الحواتكة
- قرية الحما
- قرية الجعب
- قرية العزيه
- قرية بني عديات
- قرية نزه قرار
- قرية العتامنه
- قرية أم القصور
- قرية بني شقير
- قرية كوم الشهيد
- قرية جحدم
- قرية سراوه
- قرية بني رافع
- قرية عرب العمايم
- قرية التتاليه
- قرية بني مجد
- قرية بني شعران
- قرية نرله رميح
- قرية المندره قبلي

• قرية بني سند

## الزراعة
تشتهر منفلوط بزراعة الرمان ولكن لهذه الشهرة قصة فمنفلوط كأي أرض من مصر تزرع فيها الخضر والفاكهة ولكن إبان حكم الخديوي إسماعيل كان متولي الكشوفية في منفلوط أيوب بك جمال الدين وكان له صلة بأعضاء مجلس شورى النواب (مجلس الشعب الحالي) فكان في أيام مواسم حصاد الرمان في منفلوط يأخذ معه كمية من الرمان ويهادي بها أعضاء البرلمان وبالطبع فإن أعضاء البرلمان كانوا من جميع أنحاء الجمهورية فكانوا عندما يعودون إلى بلداتهم ويقوموا هم الآخرون بإهداء بعض من الرمان إلى ذويهم وأحبائهم يتسائلون عن مصدره فيجيبونهم بأنه رمان من منفلوط فهكذا اشتهرت منفلوط بزراعة الرمان.

## الصحة
وعن القطاع الصحي في منفلوط فإنه توجد حوالي 4 مستشفيات وعدد كبير من مراكز التحاليل الطبية وعدد كبير أيضا من المستوصفات الخيرية وعدد أكبر من الصيدليات.

## الأعلام
السياسين من منفلوط
- عبد المنعم التونسي كبير لجنة الحكماء في حزب الغد سابقاً وعضو مجلس الشعب السابق.
- عزت عبد الله رئيس جامعة أسيوط الأسبق
- الشيخ صلاح الدين القوصي شيخ وإمام الأشراف المهدية
- مصطفى لطفي المنفلوطي، أديب مصري الكبير.
- علي أبو النصر المنفلوطي: شاعر عاش في القرن التاسع عشر.[5]
- إبراهيم عرفة: عضو مجلس الإدارة المحلية لمنفلوط الأسبق